# Halle aux blés de Raon-l'Étape
L'ancienne halle aux blés de Raon-l'Étape ou théâtre de Raon-l'Étape est située à Raon-l'Étape, dans le département des Vosges en région Grand Est.

## Historique

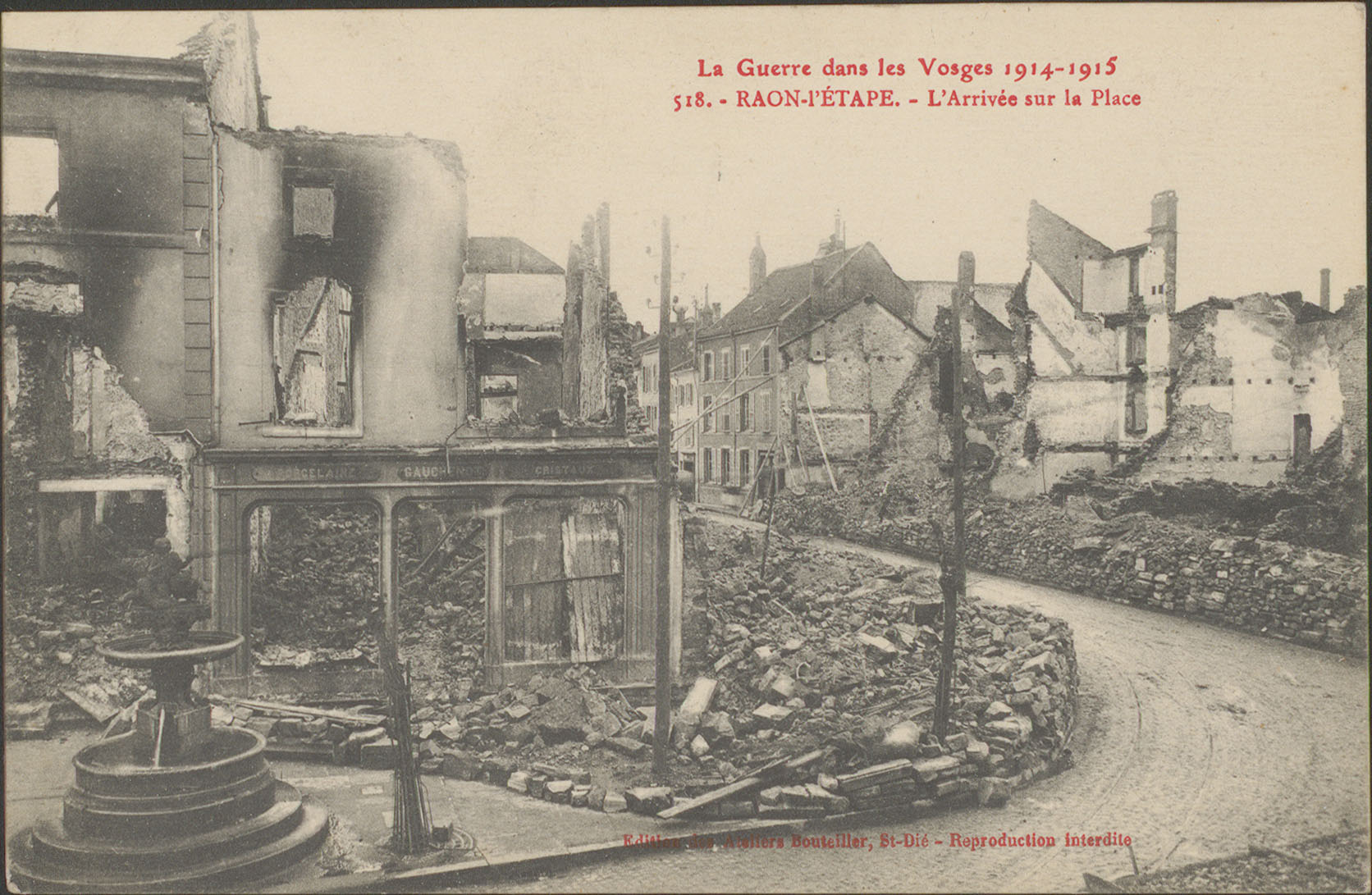
Carte postale ancienne représentant la place sur laquelle se trouvait l'ancienne Halle aux Blés de Raon-l'Étape, incendiée en 1914.

L'ancienne halle aux grains est construite entre 1825 et 1830 dans un style néo-classique, elle fut ensuite agrandie en 1852. Lors de la Première Guerre mondiale, la halle aux blés a été incendiée ainsi que d'autres nombreux bâtiments de la ville. L'architecte Paul Fürst est chargé, de 1919 à 1928, de transformer la partie nord-est en théâtre. 
Les façades et les toitures, l'escalier et le foyer du théâtre sont inscrits au titre des monuments historiques par arrêté du 19 décembre 1986.

## Description
L'extérieur est marqué par l'architecture du XVIIIe siècle, l'intérieur est quant à lui nettement inspiré par l'art décoratif des années 1920. Le ferronnier Paul Jeandel réalise la rampe et garde-corps, l’ornementation est représentée par des lustres en fer forgé par le ferronnier Helmriche et des sculptures par Rohmer.